# Nicolás Estévanez Murphy
Nicolás Estévanez Murphy (Las Palmas de Gran Canaria, 17 de febrero de 1838-París, 19 de agosto de 1914) fue un poeta, militar y político español, diputado por el Partido Republicano Federal y ministro de la Guerra con la Primera República Española.

## Biografía

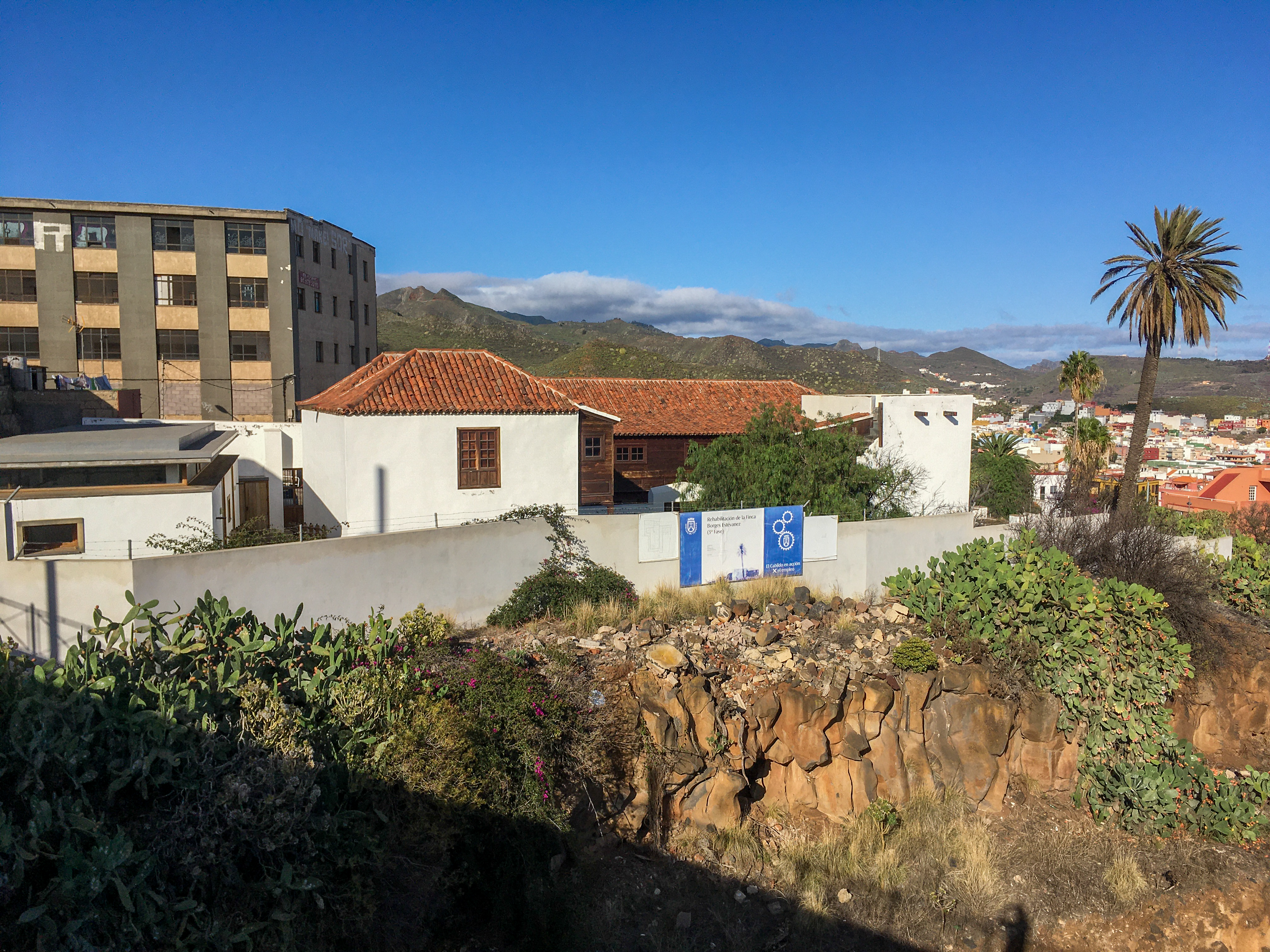
Casona donde vivió Estévanez en Gracia (San Cristóbal de La Laguna).

Nació en Las Palmas de Gran Canaria, en el edificio donde se hallaba instalada la Inquisición, en el seno de una familia burguesa que tenía su residencia habitual en la isla de Tenerife. Su padre, Francisco de Paula Estévanez, era un militar progresista de origen malagueño y su madre, Isabel Murphy y Meade, procedía de una familia de comerciantes de origen irlandés. Desde niño se trasladó con su familia al barrio lagunero de Santa María de Gracia (Tenerife), en donde transcurriría su infancia.
Muy joven, en 1852, ingresó en la Academia de Infantería de Toledo y luego participó en la guerra de África de 1859-1860 donde sirvió con distinción por lo que le fue concedida la Cruz Laureada de San Fernando.
Sirvió en Puerto Rico y en Santo Domingo hasta la definitiva renuncia de Narváez a anexionarse la isla. Al disolverse el batallón en el que prestaba servicio fue arrestado por abofetear a un subordinado tras lo que pidió traslado a Cuba y seis meses de licencia para atender asuntos familiares y contraer matrimonio en Cádiz. Cuando quiso reincorporarse al ejército, en mayo de 1868, se vio obligado a renunciar al empleo de capitán por no haber cumplido los seis años de estancia en Ultramar, lo que le determinó a incorporarse a un puesto civil que inmediatamente también abandonó para participar en la revolución de septiembre de 1868. Tras el triunfo de la revolución fue ascendido a comandante pero un año después se unió a la insurrección republicana de 1869 en Béjar y fue encarcelado. Una vez amnistiado, solicitó destino en La Habana.
En 27 de noviembre de 1871, estando destinado en Cuba como capitán, en situación de reemplazo, se enteró de que la sentencia contra ocho estudiantes que habían sido condenados en consejo de guerra se había cumplido, Nicolás Estévanez se indignó y manifestó con ira su desacuerdo contra el fusilamiento de los jóvenes cubanos, diciendo que “antes que la patria están la humanidad y la justicia”. Por este motivo, solicitó su baja en el ejército español, porque no podía permanecer ni un día más. Todos los años, desde 27 de noviembre de 1937, fecha en la que se instaló una placa en fachada del Hotel Inglaterra en La Habana, en la acera del Louvre. los cubanos celebran el aniversario con marchas juveniles y diversos actos y conferencias, y también se acuerdan este día de la valiente actitud de Nicolás Estévanez, que como consecuencia de la experiencia vivida, abandona definitivamente el ejército español, indignado y avergonzado ante semejante injusticia y afrenta.
De vuelta en España en mayo de 1872 fue elegido diputado por la circunscripción de Madrid dentro de la candidatura republicana federal. Militante de la fracción intransigente dentro de las filas del republicanismo federal, en febrero de 1873 provocó el descarrilamiento de un tren en el puente de Vadollano, en la vía férrea Madrid-Sevilla, y proclamó la república en el municipio de Linares, operaciones destinadas a ganar tiempo y facilitar el levantamiento de Andalucía a las órdenes del general Contreras, pero tras unos días de recorrer la sierra, la inacción de este y el abandono de sus hombres le obligaron a permanecer escondido en Madrid hasta la abdicación de Amadeo de Saboya. Benito Pérez Galdós, haciéndose eco de las memorias del propio Estévanez, protagonista de La Primera República, relata así los hechos:

...salió de Madrid don Nicolás metido dentro de una zafra de aceite sin aceite, en un furgón precintado del tren de mercancías, con tan menguada velocidad que tardó en llegar a Vilches veinticuatro horas. El Gobernador de Ciudad Real, Plácido Sansón, amigo y paisano del héroe, le esperaba por orden del Gobierno en una de las estaciones de la línea, al paso del tren de viajeros, con la fuerza de la Guardia civil que había de detenerle. Supónese que se alegró mucho de no encontrarle... A las diez de la noche, antes de llegar a Vilches, paró el tren de mercancías para que se apeara el hombre facturado en la zafra de aceite. Hallose el tal en un despoblado, donde se le unió Virgilio Llanos con la formidable partida que debía iniciar el movimiento: una docena de hombres, ocho de los cuales eran procedentes de Madrid. Dos horas después ya no existía el puente de Vadollano.
Al decir esto, pasaba Estévanez del estilo picaresco al estilo trágico, desnudo de todo énfasis, sin otro adorno que la sencillez. En él veía yo la personificación vigorosa del espíritu de rebeldía que alienta en las razas españolas desde tiempos remotos, y que no tiene trazas de suavizarse con las dulzuras de la civilización, protesta inveterada contra la arbitrariedad crónica del poder público, contra las crueldades y martirios que la burocracia y el caciquismo prodigan a los ciudadanos. Cortar las comunicaciones ferroviarias es grave atentado a la cultura y saqueo del acervo nacional; pero Estévanez y sus auxiliares actuaban en aquellos momentos como profesionales de la rebeldía y ejecutores ciegos del fatalismo revolucionario. Creían sin duda que era forzoso destruir las cosas útiles, único medio de allanar el camino para la destrucción de la inmensa mole de inutilidades viciosas, y de seculares estorbos.
El historiador de sí mismo contaba con naturalidad aterradora el acto de cortar el puente. Entraba en él a toda máquina un tren de mercancías, después de haber dejado en tierra a todos los empleados, menos al conductor. Para salvar la responsabilidad de este, un hombre, armado de mala escopeta, se plantaba en medio de la vía gritando: «¡Alto el tren!». Saltaban a tierra conductor y maquinista; el tren seguía, y al llegar al punto en que se habían levantado los raíles descarrilaba, y desde la formidable altura caía con estruendo pavoroso sobre el río, quedando la máquina, tender y algunos vagones en posición vertical.
[...] Andando despacito siguió contándome don Nicolás su historia de Despeñaperros, que más parecía novela: «No creas que aquella vida era demasiado fatigosa; tirábamos a los lobos, alguna vez a los jabalíes; no tuvimos ningún encuentro serio, ni dimos ninguna batalla como las de Marengo y Arcola; nos alimentábamos con naranjas, madroños, exquisita miel, y bebíamos agua cristalina de los manantiales de la sierra... En Madrid publicaban los intransigentes, en hojas extraordinarias, noticias estupendas elaboradas para los inocentes de grandes tragaderas: «Entrada de Estévanez en Linares con cuatro mil hombres»... «Última victoria de la partida de Estévanez»... «Tropas del ejército unidas a la partida de Despeñaperros»...

«Ya me acuerdo -dije yo-. También se propaló el notición de que había usted tomado El Viso.
-Lo que tomé en El Viso fue una buena taza de café con que me obsequió el famoso guerrillero León Merino... En cuanto a las tropas que se me incorporaron, todo se redujo al cabo de Caballería Tomás Guzmán y cuatro soldados con muy buenos caballos, que supuse eran los de sus jefes.
-Y de allí, según nos contaron, fue usted a Linares con su ejército.

-Sí; formidable ejército compuesto de doce hombres. Antes de entrar en Linares mandé un explorador para saber si se había sublevado la población, según lo prometido al General Contreras; volvió el emisario diciendo que todo estaba en calma, sin el menor vislumbre de sublevación. Luego se me presentaron dos vecinos con la embajada de que sólo esperaban mi presencia para echarse a la calle. Pues adelante con mi tropa. Apenas entré se levantó el pueblo, con el señor Marín a la cabeza, atronando los aires con el grito de ¡viva la República Federal!
Benito Pérez Galdós, La Primera República, cap. I

Una vez proclamada la República fue designado gobernador civil de Madrid. En las elecciones de mayo de 1873 fue elegido diputado por las circunscripciones de Canarias, Jaén y Toledo, optando por la representación del distrito de Santa Cruz de Tenerife. El 11 de junio de 1873 fue designado ministro de la Guerra en el gabinete presidido por su correligionario Francisco Pi y Margall, cargo en el que solo permaneció dieciocho días.
Es autor de varios poemas y considerado uno de los padres del nacionalismo canario. Pero su ideología es el republicanismo federal pimargaliano que, de acuerdo con el Programa Republicano Federal de 1894 por él suscrito, primaba al Estado central sobre los estados regionales y solo consideraba nación a España, opuesto, al mismo tiempo, al centralismo —para Estévanez madre de todos los males— y al regionalismo, que consideraba propio del tradicionalismo y antiliberal. También es autor de los libros Fragmentos de mis memorias y Diccionario militar.
El anarquista Mateo Morral tuvo en Nicolás Estévanez uno de sus principales mentores ideológicos, y escribió una obra titulada Pensamientos revolucionarios de Nicolás Estévanez. Pío Baroja, en sus Memorias, dice que pudo ser Nicolás Estévanez el encargado de transportar desde Francia a Barcelona, envuelta en una bandera francesa, la bomba con la que diez días después Mateo Morral intentó acabar con la vida de Alfonso XIII, el 31 de mayo de 1906 en un atentado del que los reyes salieron indemnes pero que costó la vida a treinta espectadores.
Murió el 19 de agosto de 1914 en París.

## Obras
- Fragmentos de mis memorias. Recuerdos de los años 1838-1878 (1903. Reed. en 1976 como Mis memorias)
- Diccionario militar (con un vocabulario español-francés-alemán) (1897)
- La milicia. Tipos y costumbres militares (1875)
- Entretenimientos matemáticos, físicos, químicos, etc.
- Episodios africanos
- La gloriosa, republicanismo y revolución en España
- Los mejores poemas de ayer y de hoy
- Quisicosas: traducidas y aumentadas (1910)
- Rastros de la vida: artículos y remembranzas (1913)
- Resumen de la historia de América (1893)
- Resumen de la historia de España (1904)